# شمشیربازی

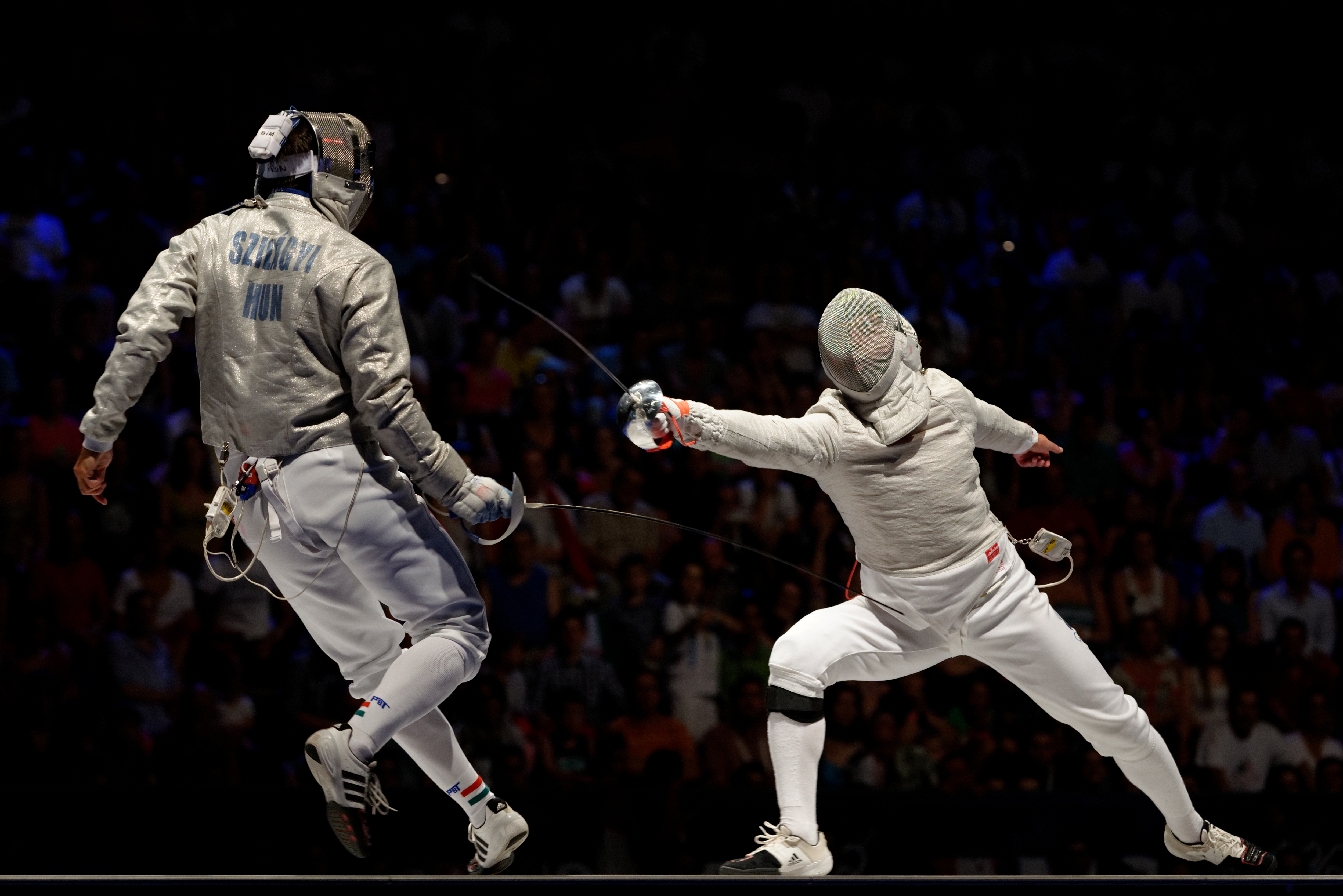
نیکولای کووالف (راست) در حال شمشیربازی با آرون سیلاگی (چپ)

شمشیر بازی نوعی ورزش رزمی است که دو ورزشکار در آن با استفاده از یک شمشیر مخصوص با هم مبارزه می‌کنند. شمشیربازی یکی از چهار رشته ورزشی است که در همه دوره‌های بازی‌های المپیک برگزار شده‌است (سه رشته دیگر دو و میدانی، شنا و ژیمناستیک هستند). مسابقات این رشته در سه بخش فلوره، اپه و سابر برگزار می‌شود که از نظر نوع شمشیر مورد استفاده و قوانین بازی با یکدیگر تفاوت دارند.
شمشیربازی معلولان نیز در بازی‌های پارالمپیک به صورت شمشیربازی با ویلچر برگزار می‌شود. در رشته المپیکی پنج‌گانه مدرن نیز یکی از رشته‌های ورزشی، شمشیربازی اپه است.

## تاریخچه

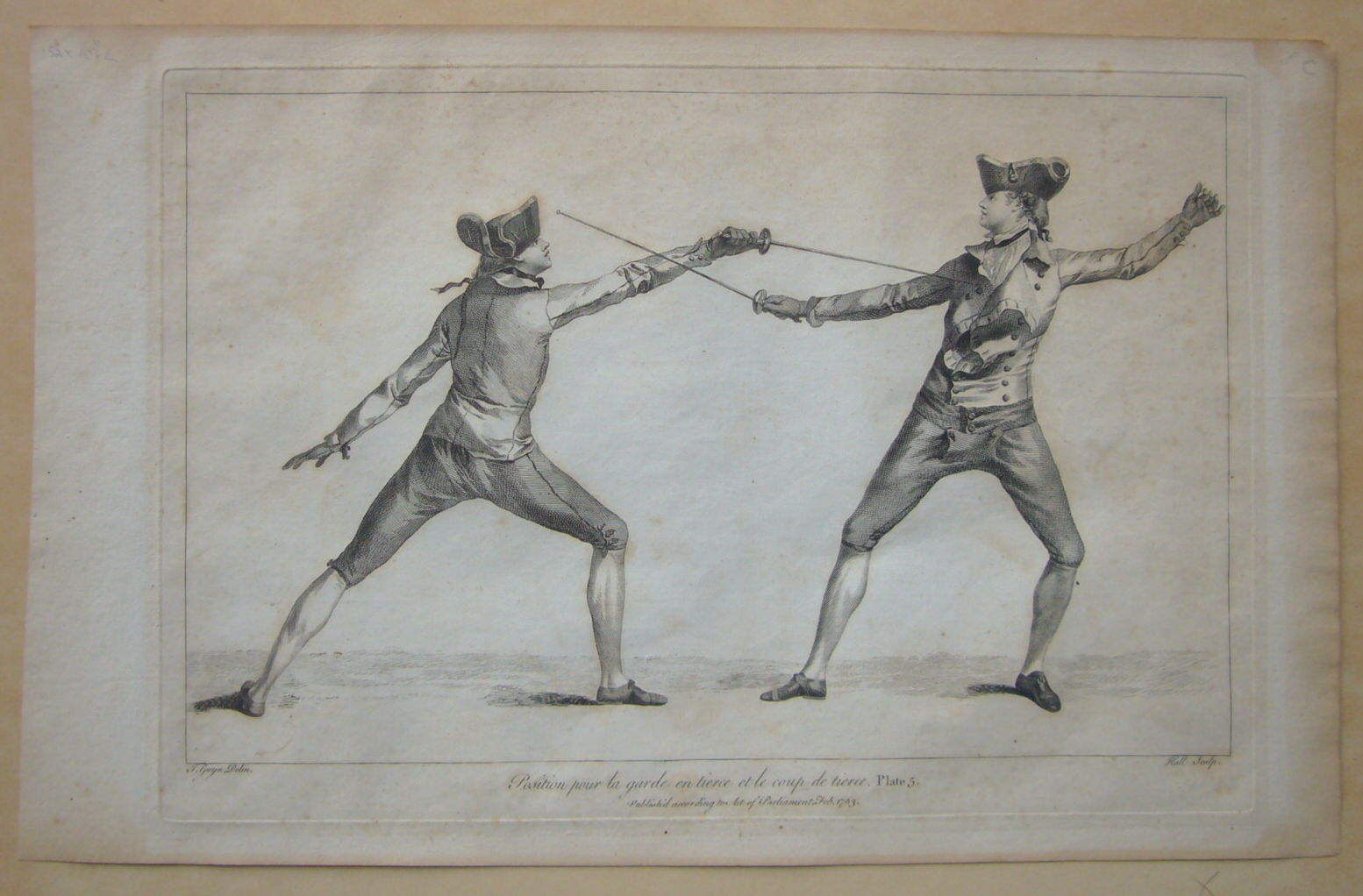
تصویر چاپ شده از شمشیربازی در کتابی مربوط به سال ۱۷۶۳

شمشیرزنی به شیوه سنتی، از قرن‌ها قبل در میان مردم دنیا وجود داشته‌است و هدف اصلی آن دفاع از خود و استفاده از آن برای مبارزه در جنگ‌ها یا دوئل‌ها بوده‌است. اعتقاد بر این است که انجام شمشیربازی به‌عنوان یک ورزش‌، از اسپانیا آغاز شده‌است. شمشیربازی از اواخر سده هجدهم میلادی، به عنوان یک رشته ورزشی تعریف شد. اولین مدرسه شمشیربازی نیز در سال ۱۶۱۰ در پاریس افتتاح شد. این ورزش از بازی‌های المپیک تابستانی ۱۸۹۶، در تمامی دوره‌های بازی‌های المپیک، انجام شده‌است.

## تجهیزات
مسابقات این رشته با ۳ نوع شمشیر مختلف در سه ردهٔ فلوره، اپه و سابر برگزار می‌شود که از نظر نوع شمشیر مورد استفاده و قوانین بازی با یکدیگر تفاوت دارند. تجهیزات شمشیربازی به‌طور کلی شامل دو شمشیر، دو ماسک یا کلاه مخصوص و دارای توری فلزی، دو سیم متصل‌شده به بدن و ماسک برای هر یک از شمشیربازها، جلیقه‌های الکتریکی (در سابر و فلوره)، یک ست لباس سراسر سفید، جوراب‌های بلند، دستکش و تجهیزات حفاظتی شخصی هستند.

تجهیزات حفاظتی شمشیربازی، در پی مرگ ولادیمیر اسمیرنوف در سال ۱۹۸۲ در مسابقات رم، اهمیت بالایی پیدا کردند. این تجهیزات از جنس پنبه، کولار و نایلون هستند و در چند ناحیه از لباس ورزشکار مانند زیربغل، بین دستکش و آستین و اطراف سر، گردن و ماسک، نصب می‌شوند.

اجزاء پوشش حفاظتی
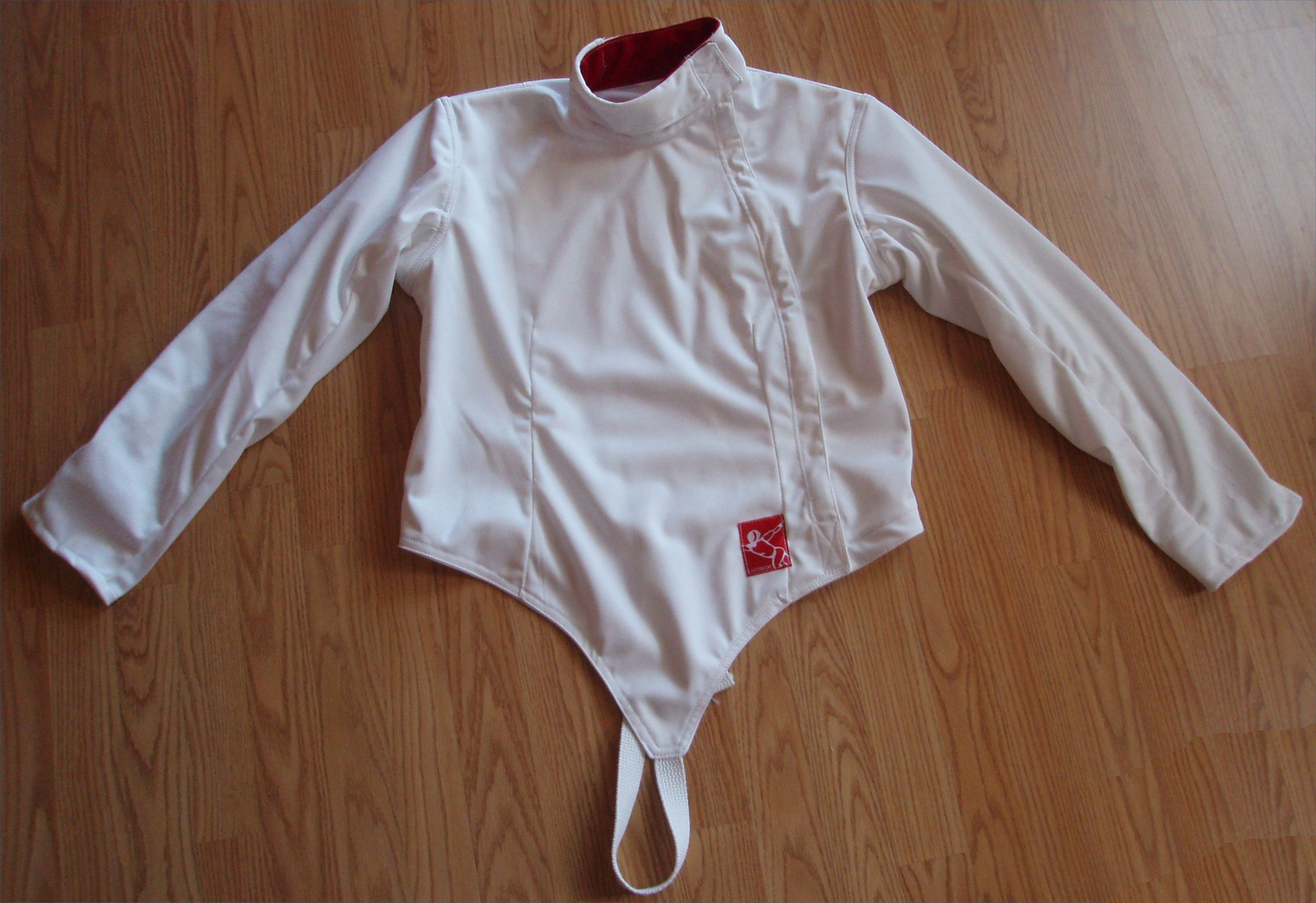
ڗاکت یا نیم‌تنه
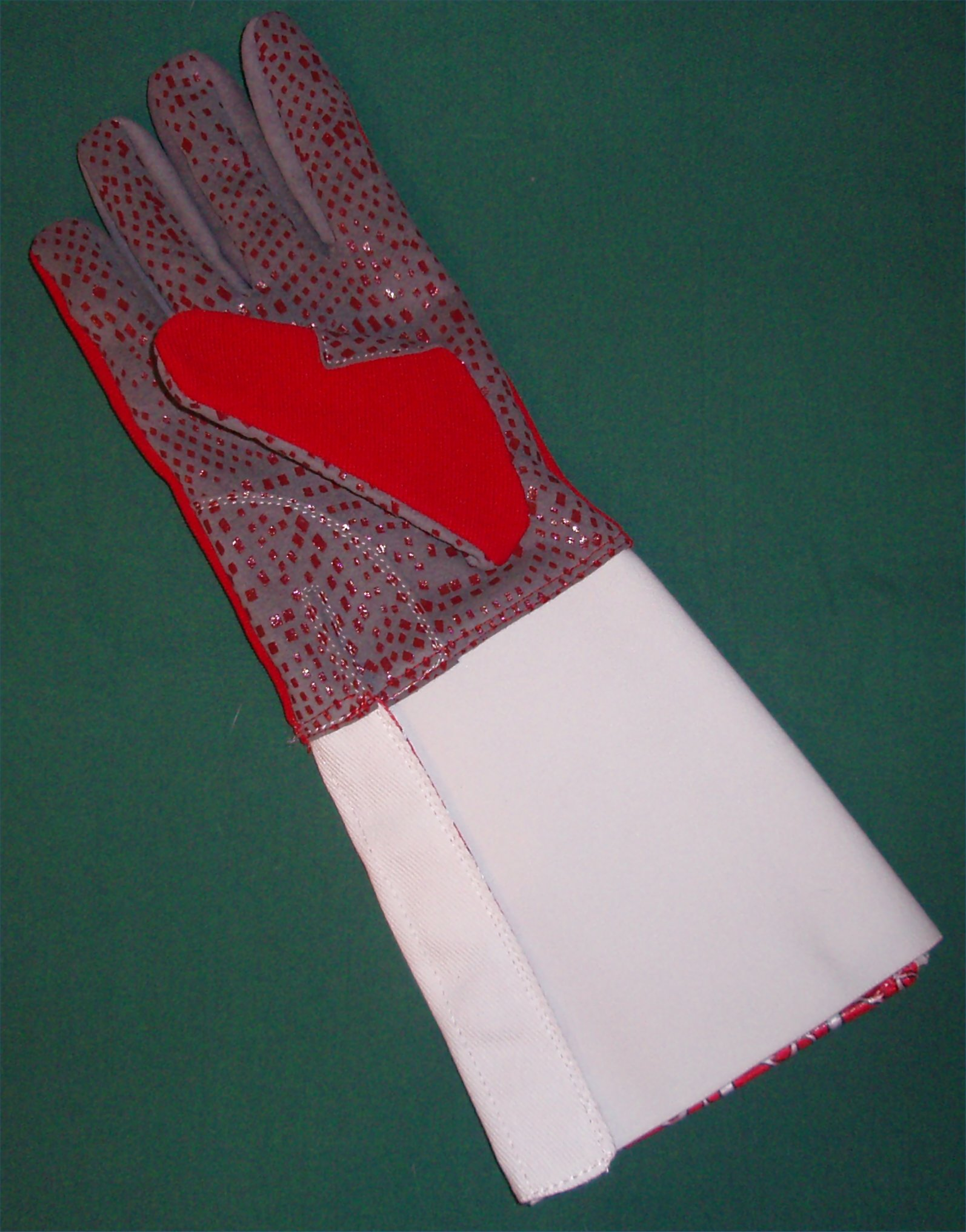
دستکش
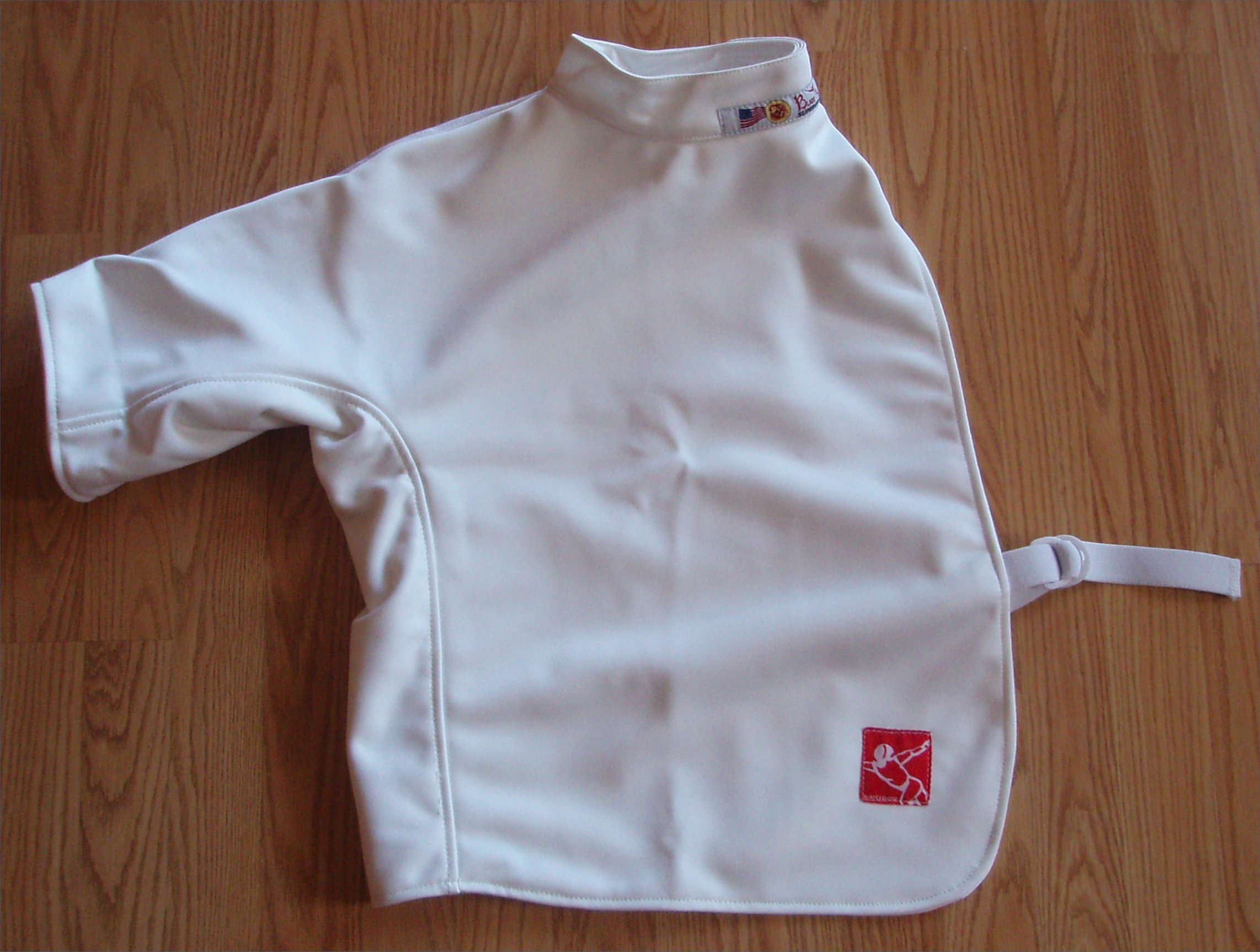
حفاظ زیرین
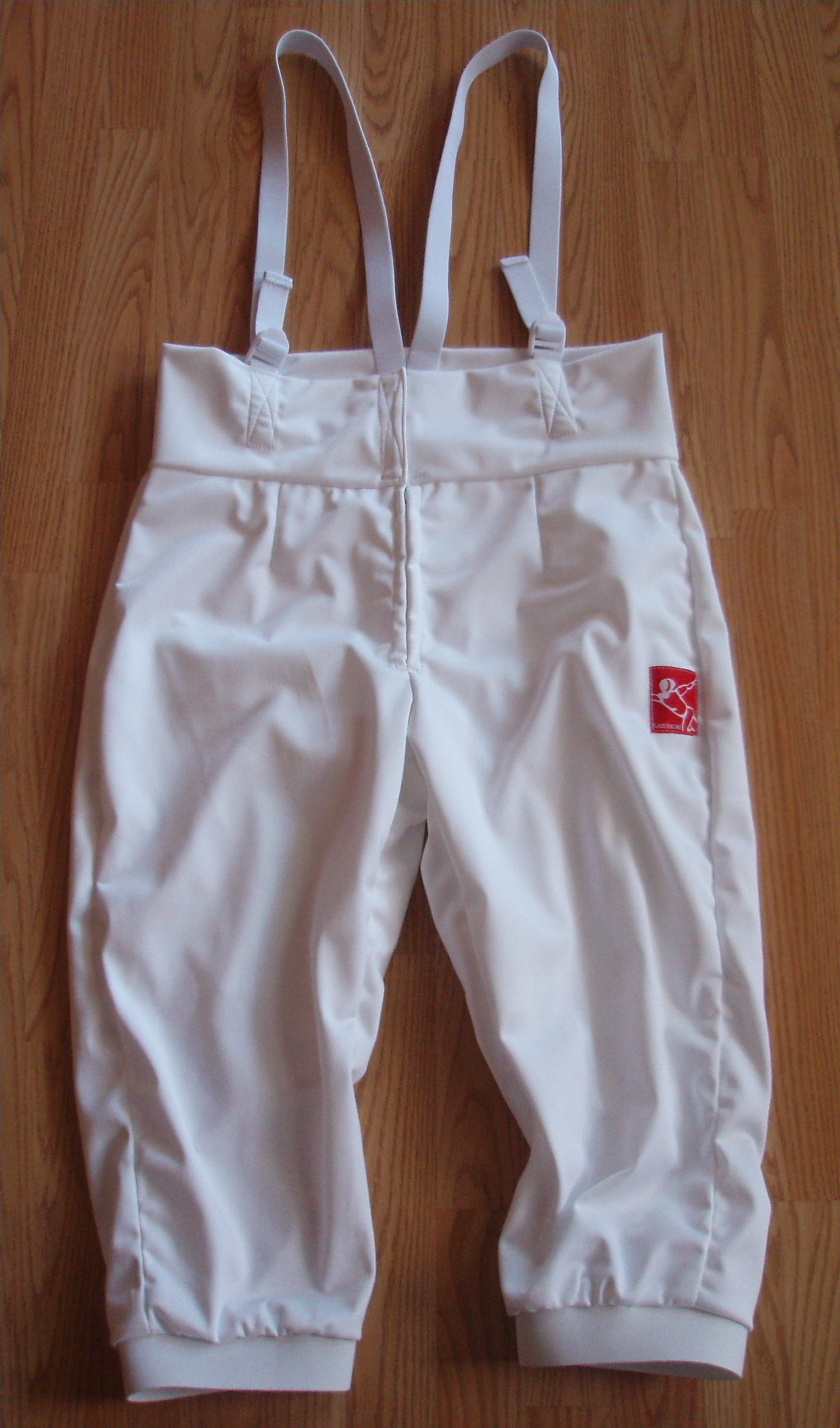
شلوارک
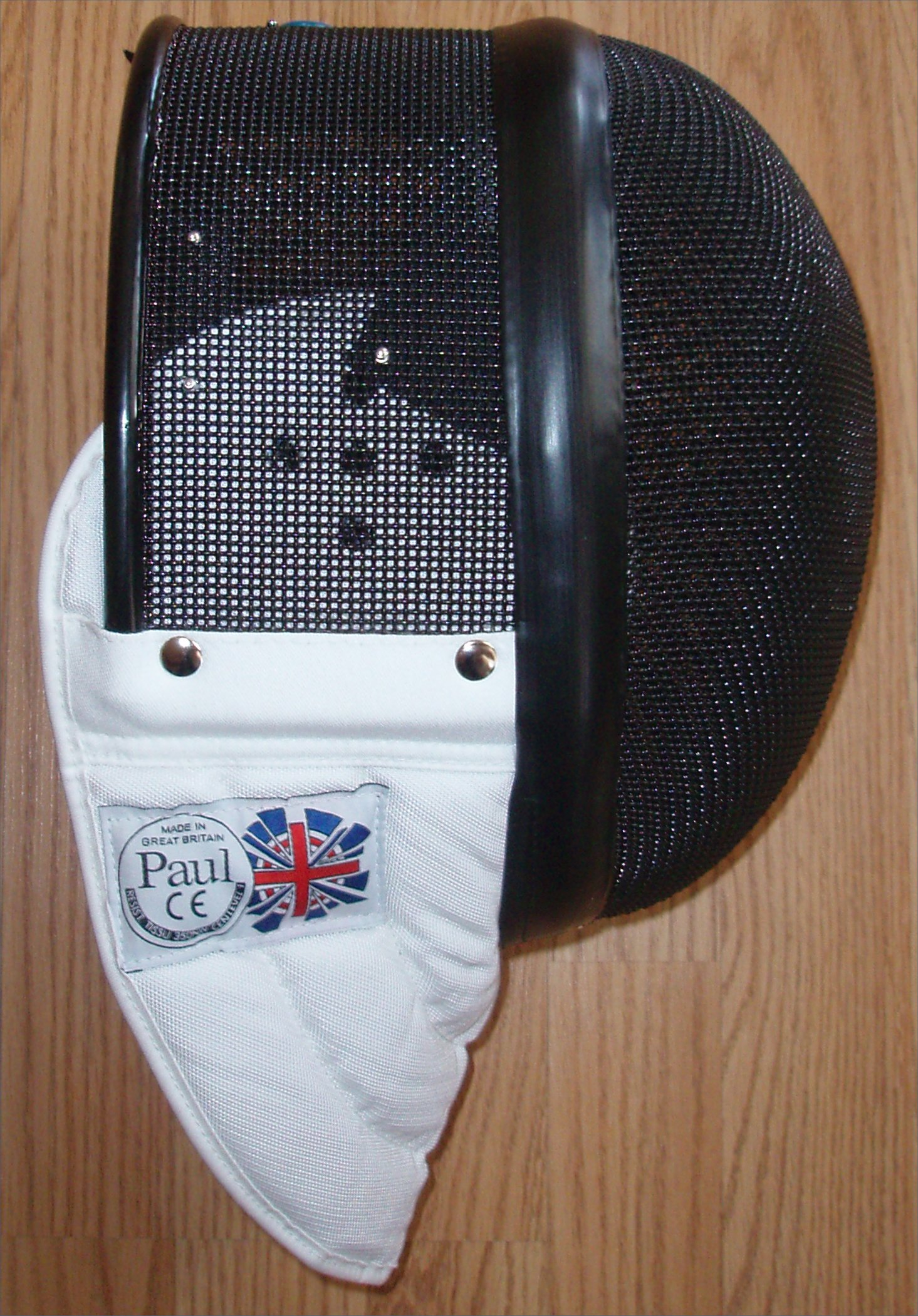
ماسک
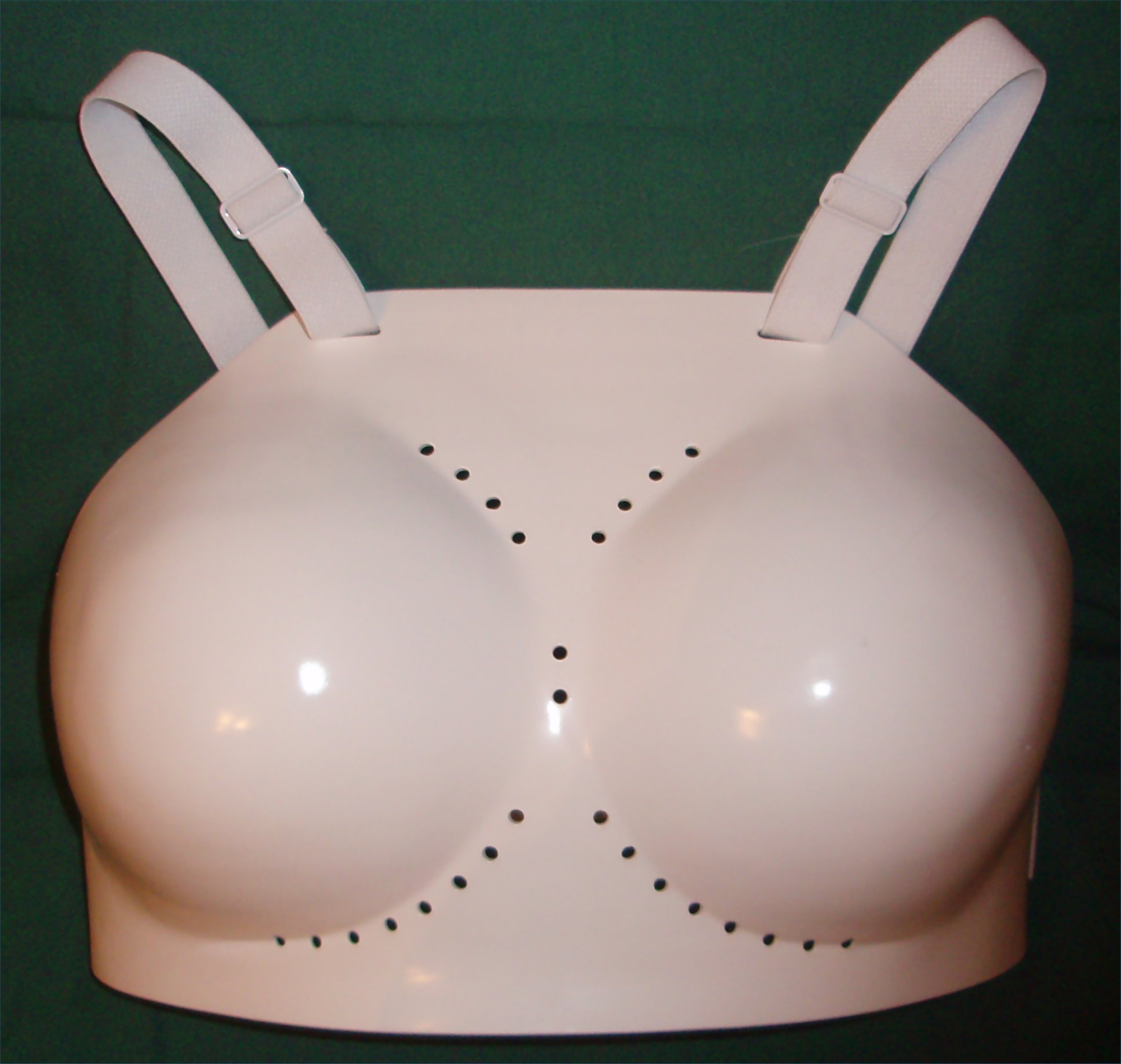
محافظ سینهٔ زنان

## فدراسیون جهانی
فدراسیون جهانی شمشیربازی (FIE) در سال۱۹۱۳ تشکیل شد و مقر آن در لوزان سوئیس است. هدف از تشکیل این فدراسیون، ساماندهی به مسابقات شمشیربازی در دنیا بوده‌است. امروزه برگزاری مسابقات جهانی، کمک در ساماندهی مسابقات این رشته در المپیک و همچنین تصویب و به‌روزرسانی قوانین در خصوص اسلحه‌ها و قوانین این ورزش از وظایف فدراسیون جهانی است. در حال حاضر این فدراسیون ۱۴۵ عضو دارد.

## رکورد داران
در طول تاریخ مسابقات شمشیربازی در المپیک دو کشور ایتالیا و فرانسه سرآمد سایر کشورها در کسب مدال بودند و اکثر مدال‌های این رشته را تصاحب کرده‌اند.

لوگوی فدراسیون جهانی

| کشور               | طلا | نقره | برنز | مجموع |
| ایتالیا            | ۴۸  | ۴۰   | ۳۳   | ۱۲۱   |
| فرانسه             | ۴۱  | ۴۰   | ۳۷   | ۱۱۵   |
| مجارستان           | ۳۵  | ۲۲   | ۲۶   | ۸۳    |
| اتحاد جماهیر شوروی | ۹   | ۴    | ۶    | ۱۹    |

## در ایران
شمشیربازی برای نخستین بار توسط میرمهدی ورزنده در ایران معرفی شد. در سال ۱۳۲۸، سه جوان ایرانی با نام‌های ابتهاج، نیر نوری و بصیر برای تحصیل به اروپا رفته و هنگام تحصیل با این ورزش آشنا شدند. با تلاش آن‌ها در بازگشت به ایران، فدراسیون شمشیربازی ایران تأسیس و در سال ۱۳۴۵، اولین دوره مسابقات بین‌المللی شمشیربازی جوانان در ایران برگزار شد.

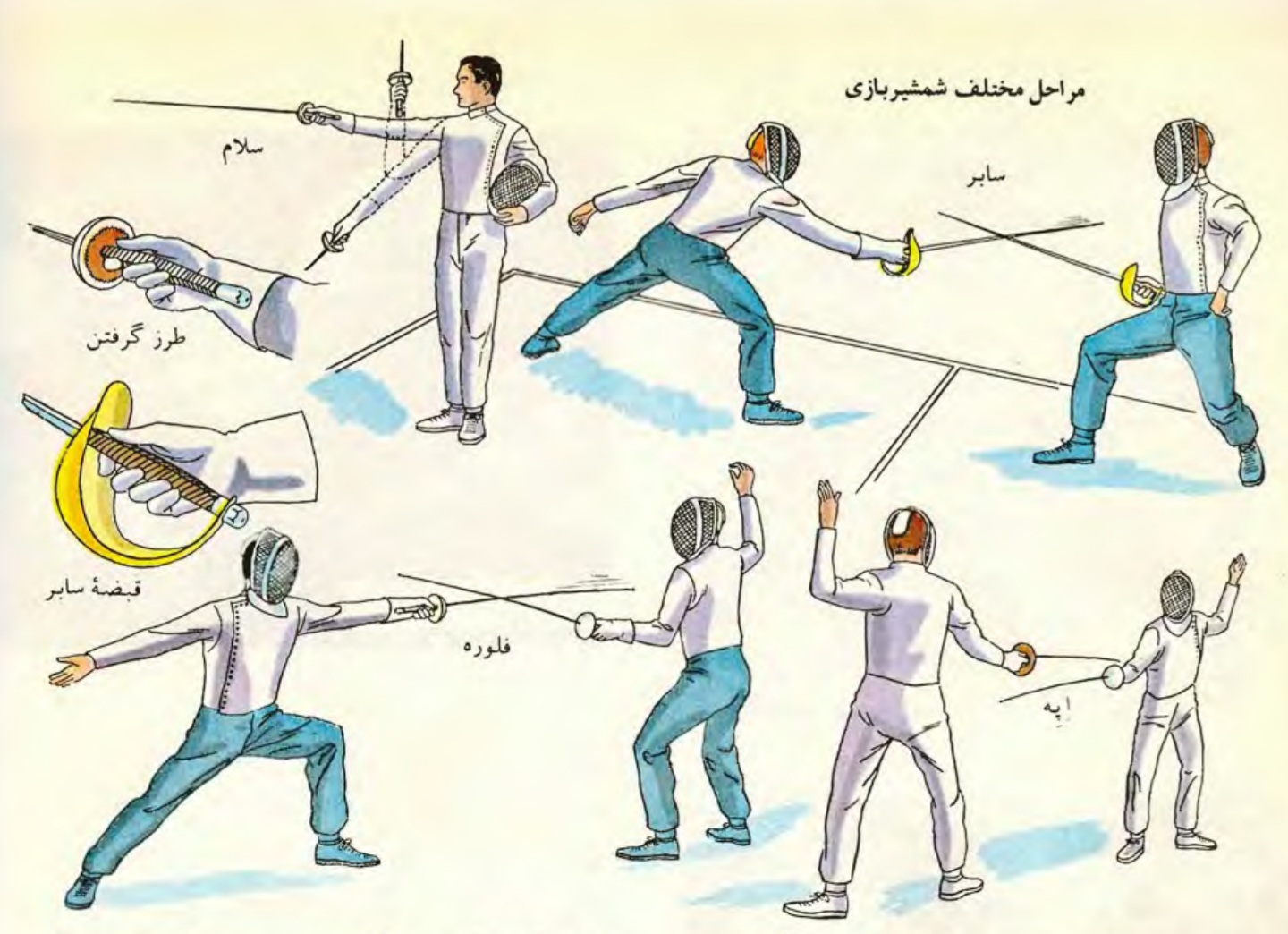
مراحل مختلف شمشیربازی، تصویر از فرهنگنامه پارکر.